# Kayar
Kayar är en kuststad i västra Senegal, cirka 60 kilometer nordost om landets huvudstad Dakar. Den ligger i regionen Thiès och har cirka 28 000 invånare.